# Jernej Smukavec
Jernej Smukavec, slovenski nogometaš, * 6. avgust 1991, Ljubljana.
Smukavec je nekdanji profesionalni nogometaš, ki je igral na položaju napadalca. V svoji karieri je igral za slovenske klube Interblock, Dob, Domžale, Rudar Trbovlje in Radomlje ter ob koncu kariere za avstrijske DSG Klopeinersee, SV Gallizien, SV Ludmannsdorf in SC Ulrichsberg. Skupno je v prvi slovenski ligi odigral 43 tekem in dosegel pet golov. Leta 2011 je z Domžalami osvojil slovenski pokal. Bil je tudi član slovenske reprezentance do 19 in 21 let.